# Sojuz TMA-15M
Sojuz TMA-15M è stata una missione spaziale con equipaggio; 124° volo del programma Sojuz, diretta verso la Stazione Spaziale Internazionale (ISS). Tra i tre membri dell'equipaggio vi era, in qualità di ingegnere di volo, Samantha Cristoforetti settimo astronauta italiano e prima donna italiana nello spazio. L'equipaggio ha poi fatto parte della missione Expedition 42.
Il rientro sulla Terra, inizialmente previsto per il 14 maggio 2015, è stato posticipato a causa dell'incidente avvenuto alla navicella Progress M-27M, disintegratasi in un rientro incontrollato sulla Terra, a causa d'un malfunzionamento del sistema di volo. Gli astronauti sono rientrati sulla Terra l'11 giugno 2015 alle ore 13:44 UTC.

## Equipaggio
| Ruolo               | Equipaggio                                            | Equipaggio                                            |
| ------------------- | ----------------------------------------------------- | ----------------------------------------------------- |
| Comandante          | Anton Škaplerov, Roscosmos Expedition 42 Secondo volo | Anton Škaplerov, Roscosmos Expedition 42 Secondo volo |
| Ingegnere di volo 1 | Samantha Cristoforetti, ESA Expedition 42 Primo volo  | Samantha Cristoforetti, ESA Expedition 42 Primo volo  |
| Ingegnere di volo 2 | Terry Virts, NASA Expedition 42 Secondo volo          | Terry Virts, NASA Expedition 42 Secondo volo          |

### Equipaggio di riserva
| Ruolo               | Equipaggio                | Equipaggio                |
| ------------------- | ------------------------- | ------------------------- |
| Comandante          | Oleg Kononenko, Roscosmos | Oleg Kononenko, Roscosmos |
| Ingegnere di volo 1 | Kimiya Yui, JAXA          | Kimiya Yui, JAXA          |
| Ingegnere di volo 2 | Kjell Lindgren, NASA      | Kjell Lindgren, NASA      |